# جون كولمان (لاعب كرة قدم)
جون كولمان (بالإنجليزية: John Coleman)‏ (12 أكتوبر 1962 بليفربول في المملكة المتحدة - ) هو مدرب كرة قدم ولاعب كرة قدم بريطاني في مركز الهجوم. لعب مع ماكليسفيلد تاون ونادي ريل ونادي ساوثبورت وأشتون يونايتد ونادي مارين ‏ ونادي ويتون ألبيون ونادي بارسكو وLancaster City F.C. ‏ ونادي رانكورن هالتون ونادي موركامب ونوزلي يونايتد ‏.

## وصلات خارجية
- جون كولمان على موقع قاعدة بيانات كرة القدم.إي يو (الإنجليزية)
- جون كولمان على موقع Soccerway.com (الإنجليزية)